# Ukrainische verfassungsgebende Versammlung 1918
Die Wahl zur ukrainischen verfassungsgebenden Versammlung 1918 (ukrainisch Вибори до Українських Установчих Зборів) wurde infolge der Ereignisse der russischen Oktoberrevolution von 1917 und der nachfolgenden kriegerischen Unruhen nicht vollständig durchgeführt.
Für die ukrainische verfassungsgebende Versammlung waren insgesamt 301 Sitze zu vergeben, wobei die Wahl am 27. Dezember 1917jul. / 9. Januar 1918greg. begonnen hat und die verfassungsgebende Versammlung am 9. Januarjul. / 22. Januar 1918greg. zusammentreten sollte. Die 301 Abgeordneten hätten in einer allgemeinen, direkten, gleichen und geheimen Wahl nach dem Verhältniswahlrecht gewählt werden sollen, wobei für ein Abgeordnetenmandat 100.000 Stimmen vorgesehen waren. Wahlberechtigt waren männliche und weibliche Staatsbürger ab 20 Jahren.
Die Wahl wurde wegen der Invasion der Roten Armee und des dadurch verursachten Chaos ausgesetzt. In den nicht von den Bolschewiken besetzten Gebieten wurden 171 der vorgesehenen 301 Abgeordneten gewählt.  Über 70 % der Gesamtstimmen entfiel auf politische Parteien der Ukraine, nur rund 10 % auf die Bolschewiken.  Infolge der politischen Unruhen trat die ukrainische verfassungsgebende Versammlung nie zusammen; ihre Verantwortungsbereiche wurden von der Zentralna Rada, der Zentralversammlung der Ukraine, übernommen. Die Zentralna Rada kündigte an, bis zur konstituierenden Sitzung der verfassungsgebenden Versammlung als gesetzgebendes Organ zu fungieren.